# Matías Favano
Matías Ezequiel Favano (4 de julio de 1980, Morón, Buenos Aires) fue un futbolista argentino que jugaba como centrocampista.

## Trayectoria
Se formó en las juveniles del Club Atlético Ituzaingó, en 1997 un grupo empresario compró su pase y fue negociado al Club Atlético Platense. Su debut profesional fue en el año 2001 dirigido por Carlos Barisio por el torneo Primera B Nacional, ese partido el calamar cayó derrotado ante Gimnasia y Esgrima de Jujuy en el norte del país.
En junio de 2002 pasó al Racing Club de Montevideo de la Primera División de Uruguay. Disputó todos los partidos y convirtió dos goles, así equipos de gran importancia como el Club Nacional de Football se interesaron en incorporarlo.
El 2003 una buena propuesta del Club Deportivo Universidad de Concepción de la Primera División de Chile lo trasladó a la Octava Región de ese país, equipo que logró la clasificación a la Copa Libertadores de América luego de finalizar primero en la tabla anual del campeonato trasandino.
El año siguiente cruzó otra vez la cordillera para jugar con el Deportivo Español de la Primera "B" Argentina.
En el 2005 fue contratado por uno de los clubes más importantes de Polonia, Lech Poznań de la Ekstraklasa su debut en la liga llegó en el clásico de ese país frente al Legia Warszawa. También con Lech disputó la Copa Intertoto de la UEFA enfrentando al Karvan de Azerbaiyán y al Racing Club de Lens, Francia.
La temporada siguiente Favano pasó a otro equipo de la máxima división polaca, el Polonia Varsovia de la capital, donde sufrió una importante lesión en el tobillo que lo dejó fuera de todo el torneo.
En junio de 2006 su destino fue el ascenso de Italia el Campobasso Calcio. 
El 2007 pasó al Pomezia Calcio equipo de Roma, la capital italiana.
En 2009 firmó seis meses con Albalonga Calcio y luego con la Pro Cisterna, donde el 5 de enero de 2010 se consagró campeón de la Copa Italia, la final fue disputada en el Stadio Flaminio.
El 17 de enero de 2010, fue contratado por Universitario de Sucre de la Primera División Boliviana, el 10 de junio en el partido final contra Blooming en el Estadio Olímpico Patria y con 30.000 personas en las gradas, Universitario consiguió el Torneo Repechaje y así un lugar en la Copa Sudamericana 2010, el resultado fue 2-0 para el conjunto capitalino con una muy buena actuación de Favano.
En el 2011 retornó a la Pro Cisterna de Italia.
El 25 de enero de 2012 se convirtió en refuerzo de la CAI.

## Clubes
| temp.   | club                      | país      |  |
| ------- | ------------------------- | --------- |  |
| 2001/02 | Platense                  | Argentina |  |
| 2002    | Racing Club de Montevideo | Uruguay   |  |
| 2003/04 | Universidad de Concepción | Chile     |  |
| 2004    | Deportivo Español         | Argentina |  |
| 2005    | Lech Poznań               | Polonia   |  |
| 2006    | Polonia Warszawa          | Polonia   |  |
| 2006    | Campobasso Calcio         | Italia    |  |
| 2007/08 | Pomezia Calcio            | Italia    |  |
| 2009    | Albalonga Calcio          | Italia    |  |
| 2009    | Pro Cisterna              | Italia    |  |
| 2010    | Universitario de Sucre    | Bolivia   |  |
| 2011    | Pro Cisterna              | Italia    |  |
| 2012    | CAI                       | Argentina |  |